# Семюель Батлер
Семюель Батлер (англ. Samuel Butler) (1835—1902), англійський письменник (поет, романіст, есеїст), перекладач.
Став відомим у 1872 після публікації антибуржуазної сатири «Едін» (Erewhon) (анаграма слова «ніде», Nowhere).
Відомий також реалістичним романом «Шлях усякої плоті» (The Way of All Flesh), написаний у 1872—1885 і опублікований у 1903 році (автор ілюстрацій — Донія Начшен).

## Біографія
Народився поблизу Ноттінгема в сім'ї священника. Вчився у Кембриджі. Відмовившись від кар'єри священнослужителя, кілька років вчився живопису. У 1859-1864 роках розводив овець в Новій Зеландії. Повернувшись до Англії, неодноразово виставляв свої картини в Королівській академії мистецтв. Вивчав і творив музику. 

## Літературна діяльність
Літературна творчість Батлера просякнута іронією. У своїх творах, зокрема у найвідомішому романі "Шлях усякої плоті" (назва є парафразою слова "життя"), Батлер висміював чимало суперечливих поглядів своїх сучасників, сатирично зображав різні аспекти суспільства - сходастичність освіти, обмеженість вікторіанської моралі, лицемірство у сімейних стосунках тощо. Це роман виховання, заснований на власному життєвому досвіді письменника, а також сімейна хроніка, що розповідає про чотири покоління англійської сім'ї.
Роман "Едін" є сатиричною антиутопією, і це дозволяє вважати Батлера продовжувачем свіфтівської традиції в англійській літературі. Як і "Мандри Гулівера", він складається з розповідей про подорожі мандрівника фантастичними країнами. Назва роману - це анаграма слова "ніде"; так само утворені імена героїв. В одній з частин роману за назвою "Книга машин", в якій Батлер роздумує про роль машин у людській цивілізації, звучить застереження про те, що технічний прогрес може призвести до відчуження між людьми.
Романи:
Erewhon, or, Over the Range (1872)
The Fair Haven (1873)
Erewhon Revisited (1901)
Twenty Years Later (1901)
The Way of All Flesh (1903)
Поеми:
A Psalm of Montreal (1878)
Seven Sonnets (1904)